# Rifugio Leone Grandinetti
Il rifugio Leone Grandinetti è un rifugio alpino situato nel comune di Zagarise (CZ), nella Sila piccola, a 1.611 m s.l.m., all'interno del parco nazionale della Sila.

## Caratteristiche
Il rifugio fu costruito nel 2007 ristrutturando dei caseggiati già esistenti in località "Latteria"; si trattava di edifici in muratura di pietra risalenti al 1929 di cui uno adibito a stalla e l'altro probabilmente a alloggio per i pastori o caseificio. Gli edifici sorgono in una radura tra le faggete alle pendici del monte Gariglione (1.765 m), nel cuore del parco nazionale della Sila.
Il rifugio consta di due edifici; uno è adibito a dormitorio, caratterizzato da due stanzoni con servizi igienici e docce, per un totale di 16 posti letto; il secondo serve da soggiorno e ristoro dotato di cucina e alloggio per il gestore.

## Accessi
Il rifugio è facilmente raggiungibile da Tirivolo seguendo la valle del fiume Soleo; all'incrocio per Galina si prende il sentiero Italia e poi il sentiero CAI (segnavia n. 332) fino al rifugio.

## Ascensioni
- Monte Gariglione (1.765 m), difficoltà E, 16 km, 5 ore: percorso con partenza da Tirivolo, passando per la valle del Soleo, Galina, il rifugio Grandinetti, la caserma della forestale di Gariglione, il sentiero dei giganti per finire sulla vetta del Gariglione, con ritorno a Trivolo[4].